# (6096) 1991 UB2
(6096) 1991 UB2 es un asteroide perteneciente al cinturón de asteroides, región del sistema solar que se encuentra entre las órbitas de Marte y Júpiter, más concretamente a la familia de Vesta, descubierto el 29 de octubre de 1991 por Seiji Ueda y el astrónomo Hiroshi Kaneda desde el Kushiro Marsh Observatory, Hokkaido, Japón.

## Designación y nombre
Designado provisionalmente como 1991 UB2. 

## Características orbitales
1991 UB2 está situado a una distancia media del Sol de 2,334 ua, pudiendo alejarse hasta 2,566 ua y acercarse hasta 2,101 ua. Su excentricidad es 0,099 y la inclinación orbital 6,222 grados. Emplea 1302,55 días en completar una órbita alrededor del Sol.

## Características físicas
La magnitud absoluta de 1991 UB2 es 14,2. Tiene 3,988 km de diámetro y su albedo se estima en 0,306. 